# Piscina natural

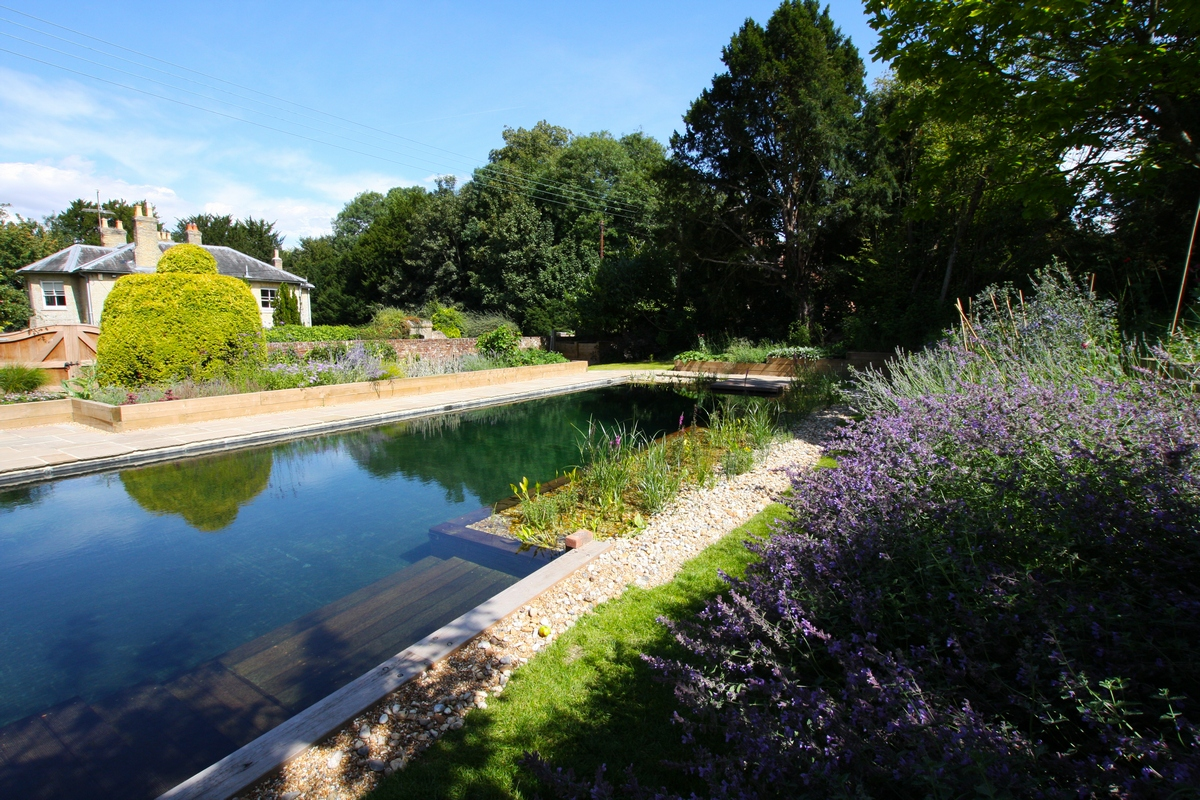
Piscina natural integrada en un jardín.

Una biopiscina, piscina natural o piscina naturalizada es una piscina que utiliza sistemas de depuración naturales (plantas, etc.) en vez de químicos (cloro) o físicos (UV).
En una biopiscina el proceso de depuración se hace por medio plantas que ayudan a oxigenar y eliminar los nutrientes que podrían permitir que se propaguen las algas y otros microorganismos no deseables, como por ejemplo larvas de mosquito.
No es un medio estéril, ya que hay bacterias que se encuentran en un equilibrio ecológico.
La zona de depuración consiste en una piscina llena de sustratos de filtración como grava, arena o piedra volcánica y de plantas.
Es habitual que la zona de depuración llena de plantas esté separada de la zona del baño. El agua es recirculada de una zona a otra por medio de una bomba hidráulica, de forma que los nutrientes producidos en la zona del baño llegan a las plantas purificadoras.
Las biopiscinas no son patrimonio exclusivo de las viviendas particulares, ni de conjuntos pequeños. Hoteles de diseño (hoteles boutique) y grandes cadenas, están optando por este nuevo concepto, sobre todo en Centro-Europa, donde se vienen utilizando desde 1985.

## Historia
Las primeras piscinas naturales se construyeron a principios de los años 1980 en Austria, donde eran conocidas como Schwimmteich. La primera la construyó DI Werner Gamerith en su jardín particular. Algunas de las primeras empresas que utilizaron y desarrollaron la idea de la piscina natural de manera comercial fueron la empresa austríaca Biotop Landschaftsgestaltung y la empresa alemana BioNova.
En 1991 BioNova construyó la primera piscina natural de uso público, seguida por otra de Biotop en Unzmarkt (Styria, Austria).
El mercado de las piscinas naturales se expandió por Alemania a finales de los años 1980. En 1998 los austríacos Gerhard Brandlmeier y Rainer Grafinger de la empresa BioNova diseñaron y construyeron la primera piscina natural pública de Alemania.
Las piscinas naturales se extendieron por toda Europa: Suiza, Reino Unido, Francia, Italia, España, Bélgica, Holanda, Hungría y la República Checa.
En noviembre de 2005, el paisajista inglés Michael Littlewood escribió el primer libro de gran difusión en inglés sobre piscinas naturales.
En 2010 se registraron más de 20 000 piscinas naturales en Europa, un centenar de las cuales son en realidad piscinas naturales de uso público en Alemania. Bad Maria Einsiedel, diseñada por BioNova, marcó la piscina número 100, y se inauguró el 7 de junio de 2008. En el verano del año 2010 BioNova construyó la primera piscina natural pública en Suecia en la ciudad de Sigtuna.
Latinoamérica ya cuenta con empresas pioneras como Hombres de Maíz (México), Piecur (Uruguay), Lagunaviva (Chile) líderes en la construcción de biopiscinas.

## Construcción

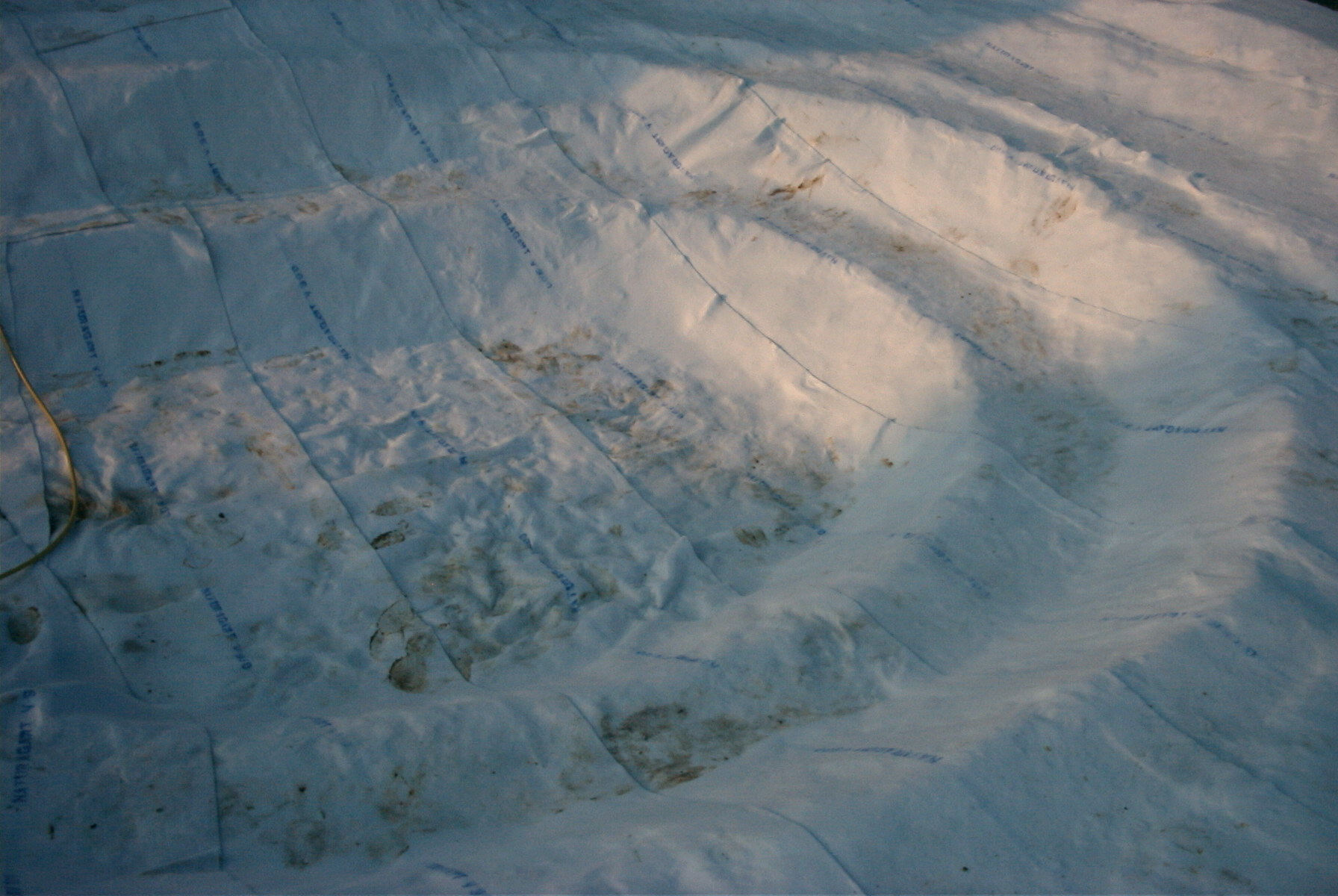
Proceso de construcción de una piscina natural doméstica.

La construcción de una piscina natural, de manera simplificada, se compone de los siguientes pasos:
- Excavación del terreno y perfilado del suelo.
- Eliminación de cuerpos extraños como piedras o raíces.
- Cobertura de la base del foso con arena o similar. A continuación se extiende una capa protectora de raíces o perforaciones.
- Instalación de la capa impermeabilizante.
- Sistema de bomba de impulsión y filtro.
- Cualquier trabajo de hormigón en las zonas más húmedas como, por ejemplo, bases de pasarelas o escaleras.
- Primer llenado con agua.
- Ejecución de las orillas y plantación de vegetación en las zonas de filtrado.
- Posible instalación de plataformas a modo de embarcadero.

Aunque el equilibrio biológico se estabiliza por completo a los dos o tres años, la piscina se puede utilizar desde el primer momento.

## Ventajas

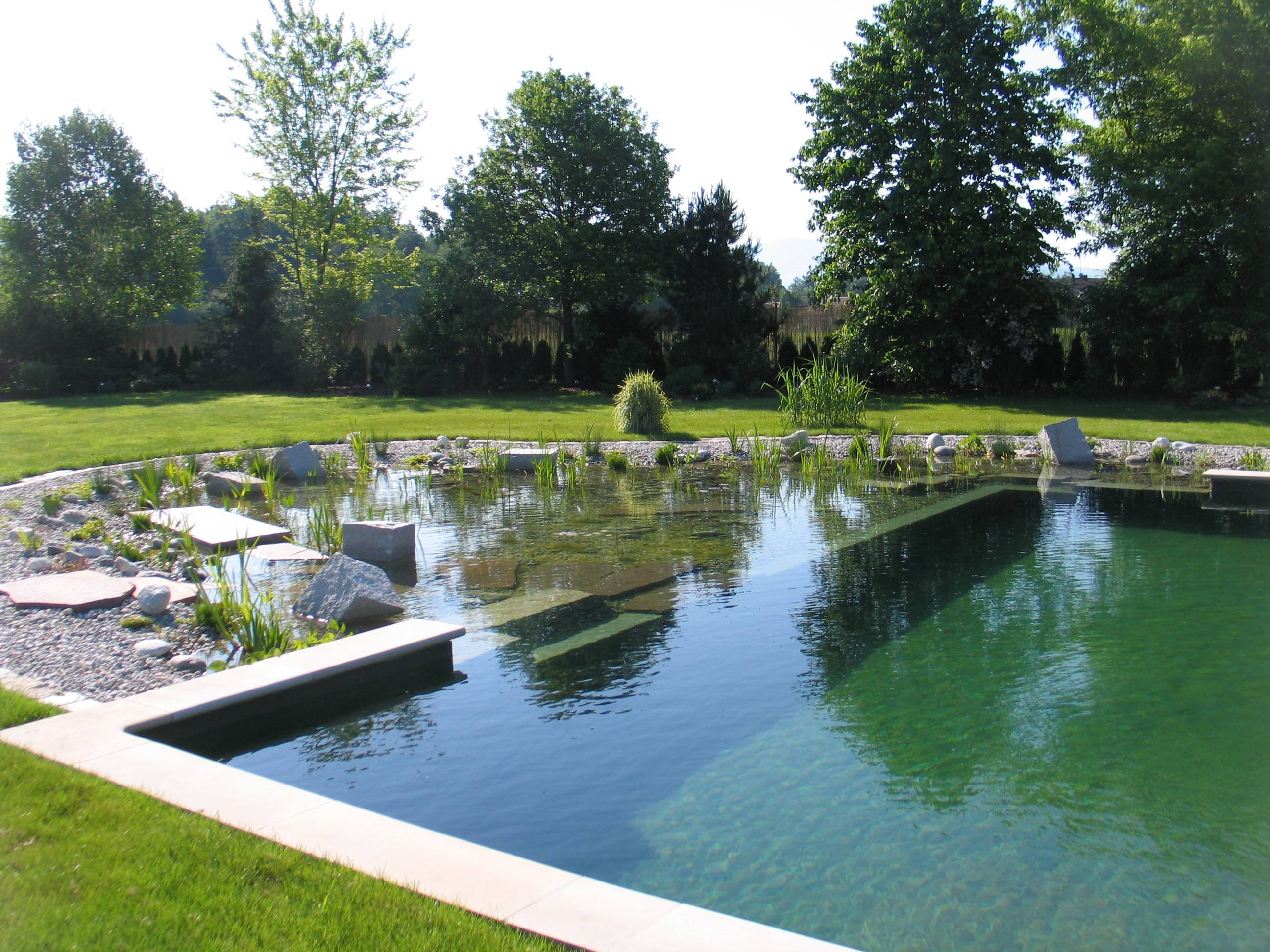
Combinación de formas ortogonales y orgánicas en una piscina natural.

- No hay cloro que irrite los ojos o estropee el pelo. La calidad del agua es similar a la de un lago, un río u otro entorno natural parecido.
- Necesita menos mantenimiento (un par de limpiezas de fondo al año) y no necesita comprar productos químicos.
- Se pueden incluir peces y otros animales acuáticos. No sólo son decorativos, también pueden comer larvas de mosquito y otro insectos indeseables.
- No necesita vaciarse cada año, ni es conveniente; por ende se ahorra agua.
- Se integran perfectamente en jardines, ya que permiten mayor libertad formal.
- Las plantas purificadoras se mantienen sanas y fuertes todo el año.

## Desventajas

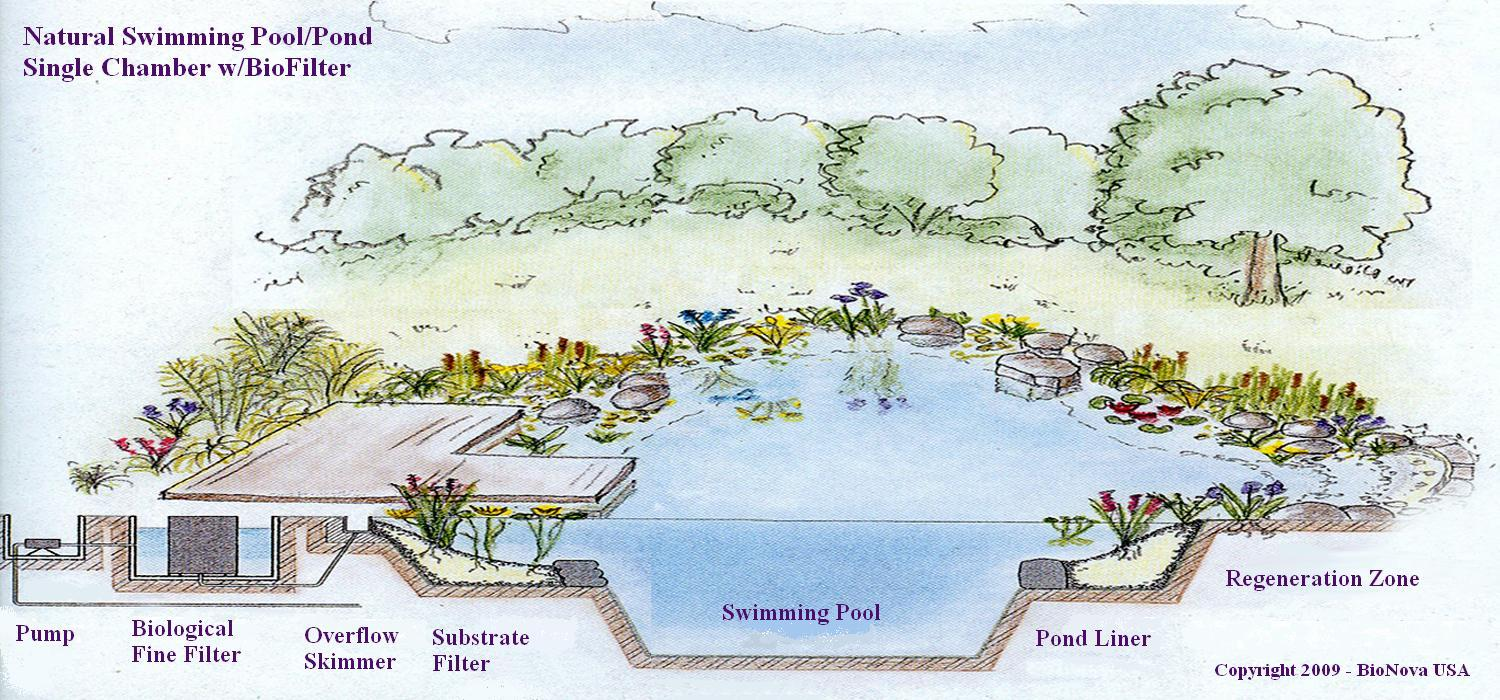
Esquema de una piscina natural, sistema Bionova Natural Pools.

- Se debe calcular el número personas que la van a usar, si el uso va a ser intensivo o va a contener peces. Más uso significa más nutrientes/suciedad por lo que el filtro debe estar calculado al uso. En contra de lo que pueda parecer no es conveniente orinarse en la biopiscina porque significa una carga de nutrientes más alta y si el filtro no está suficientemente sobredimensionado pueden aparecer algas (al igual que sucedería en una piscina convencional).
- Suelen necesitar más espacio para acoger el filtro biológico y tener un volumen que no se altere rápidamente.

## Otros nombres
Este tipo de piscinas también reciben otros nombres, como por ejemplo:
- Piscinas naturales (natural pool en inglés)
- Piscinas naturalizadas
- Piscinas biológicas
- Biopiscinas
- Piscinas de filtro biológico
- Piscinas sin cloro
- Piscinas sin sustancias químicas
- NSP (del inglés Natural Swimming Pool o piscina natural)
- Estanque de baño (swimming pond o natural pond en inglés))

## Galería de imágenes

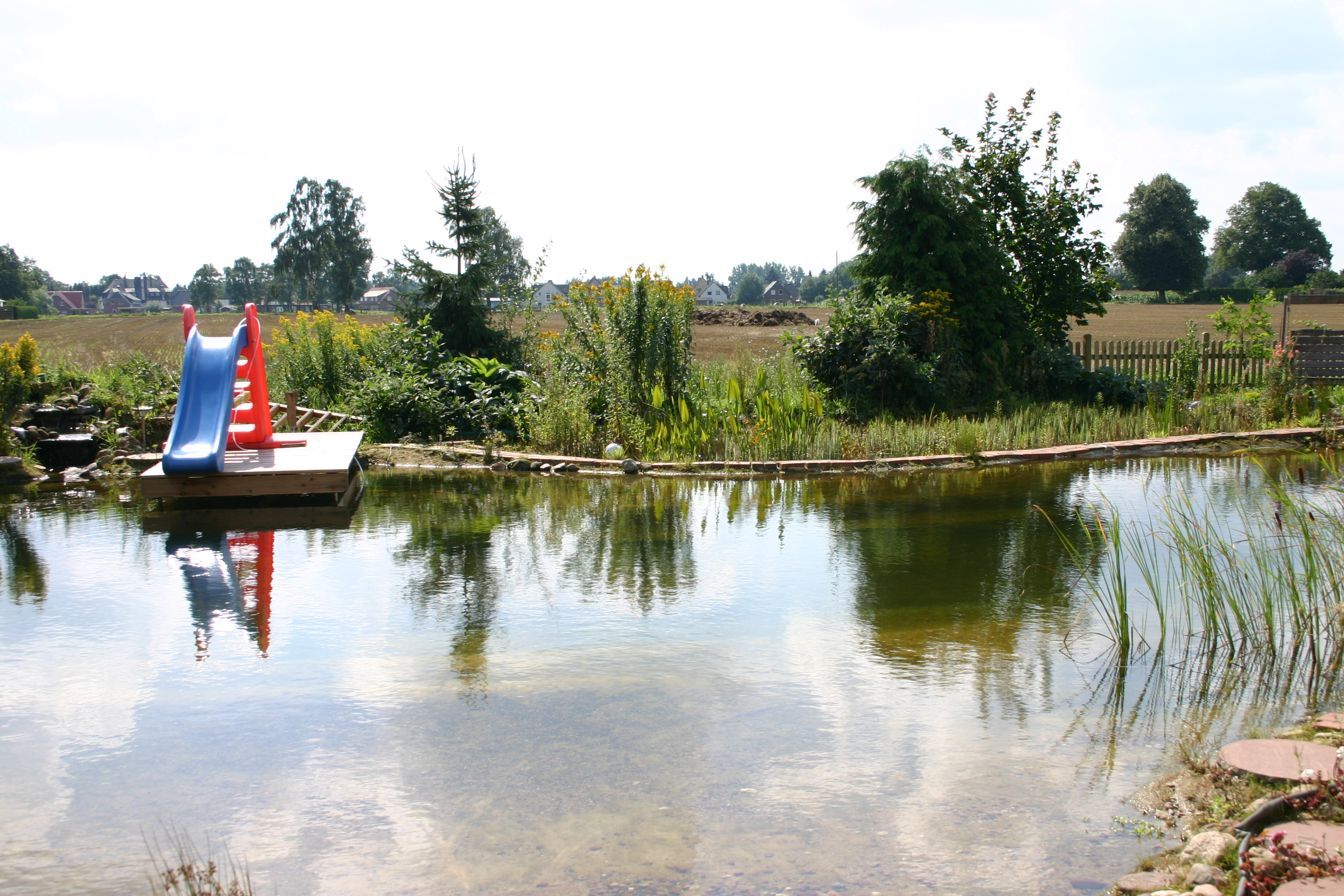
Un típico estanque ecológico en verano.
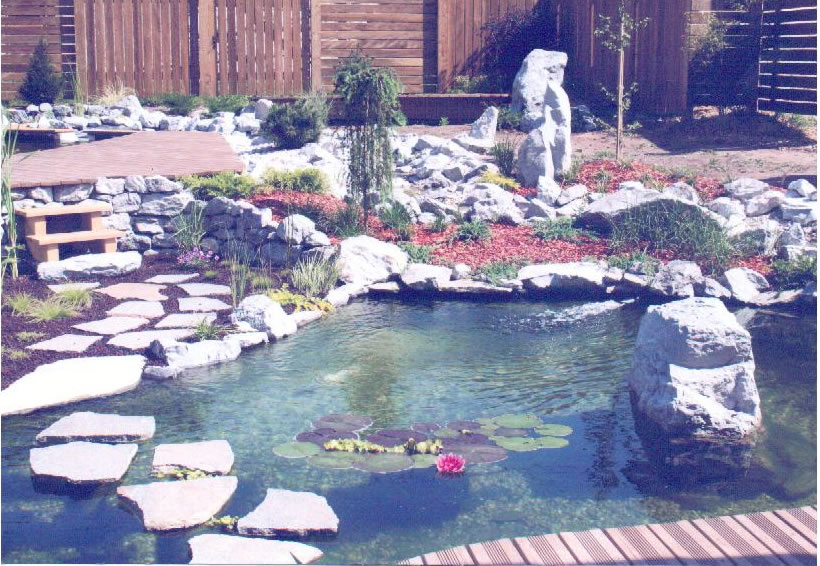
Filtro biológico integrado.
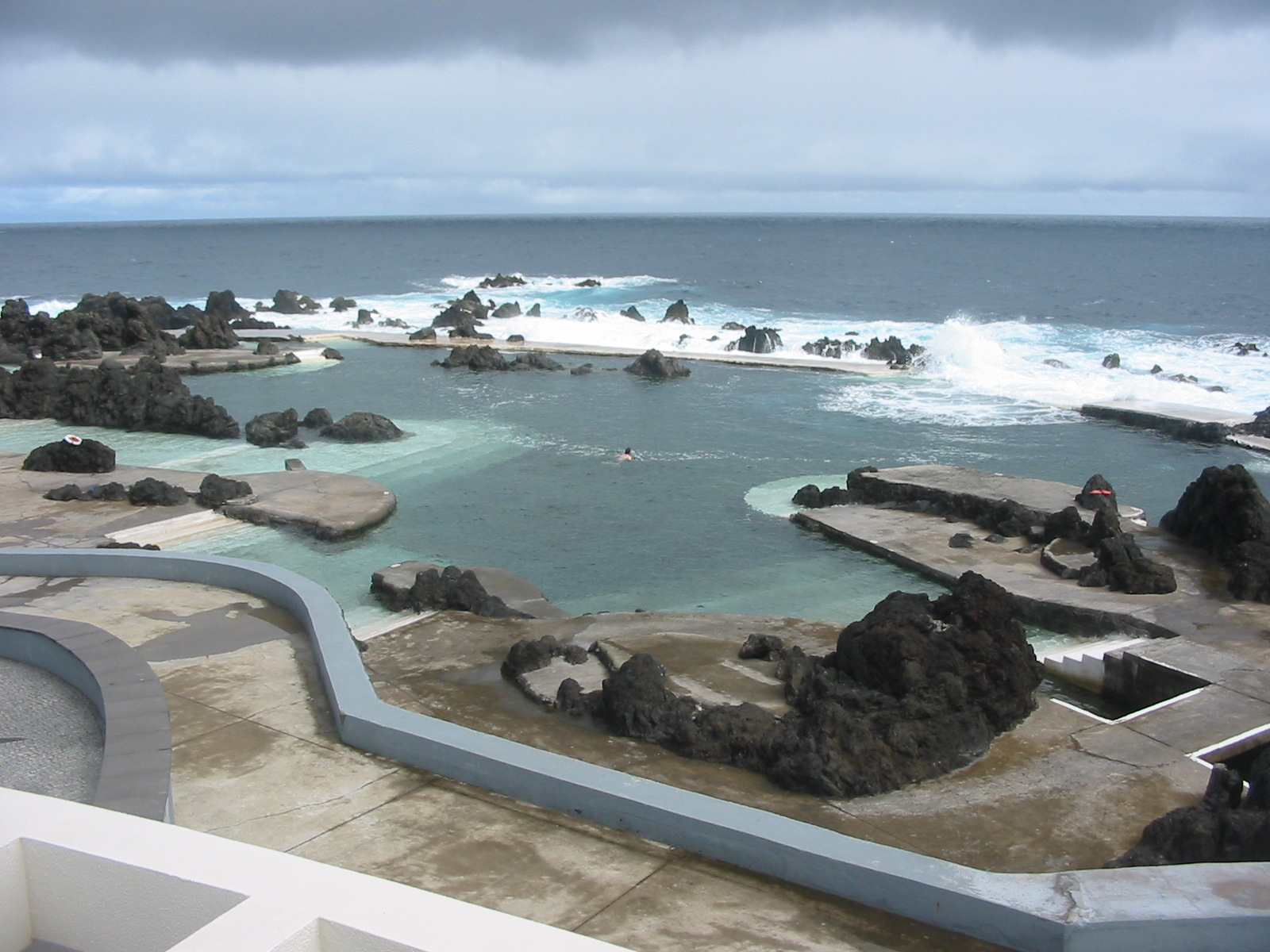
Piscinas naturales de agua salada en Porto Moniz (Madeira).